# 저그 밴드

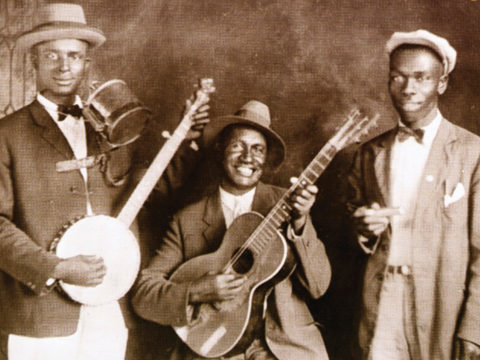
Cannon's Jug Stompers

저드 밴드(jug band)는 저그 연주자, 그리고 가정에서 만든 악기와 전통 악기로 구성된 밴드이다.
'저그'(jug)란 술을 넣는 단지 또는 병이라는 말이다. 병의 입에 입술을 대어 숨이나 소리를 불어넣어 베이스나 튜바 등 리듬악기의 대용으로 한다. 큰 돈을 들이지 않고 싸게 연주를 즐긴 시골흑인의 발명품 중 하나이다. 이를 더한 민족색이 풍부한 밴드를 저그 밴드라고 한다. 저그 밴드는 1910년대부터 1930년대 초에 시골서 유명한 것이나, 60년대의 포크 붐으로 얼마간 부활하였다.